# 阿開木
阿開木（學名：Blighia sapida，音譯自：ackee、achee或akee）又稱西非荔枝，是無患子科下的一種植物，原産於熱帶西非國家。

## 描述
阿開木與荔枝和龍眼有親緣關係，是一種常綠木本植物，可長至十米高。其樹幹較短而有濃密的樹冠。其葉子為複葉，羽狀葉裂，革質，約15—30（5.9—11.8英寸）長，小葉則長8—12（3.1—4.7英寸）、寬5—8（2.0—3.1英寸）。
阿開木的花是單性的，有五瓣，且有香味。起初的顏色從白色到淺綠色不等，在溫暖的季節開花，花朵為梨形，成熟時就會變成紅色或黃綠色，花中包含三個黑色的種子。一般果實重100—200克（3.5—7.1盎司）。

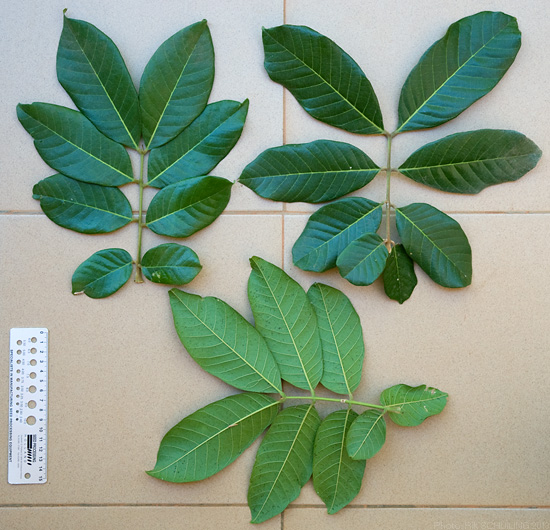
葉
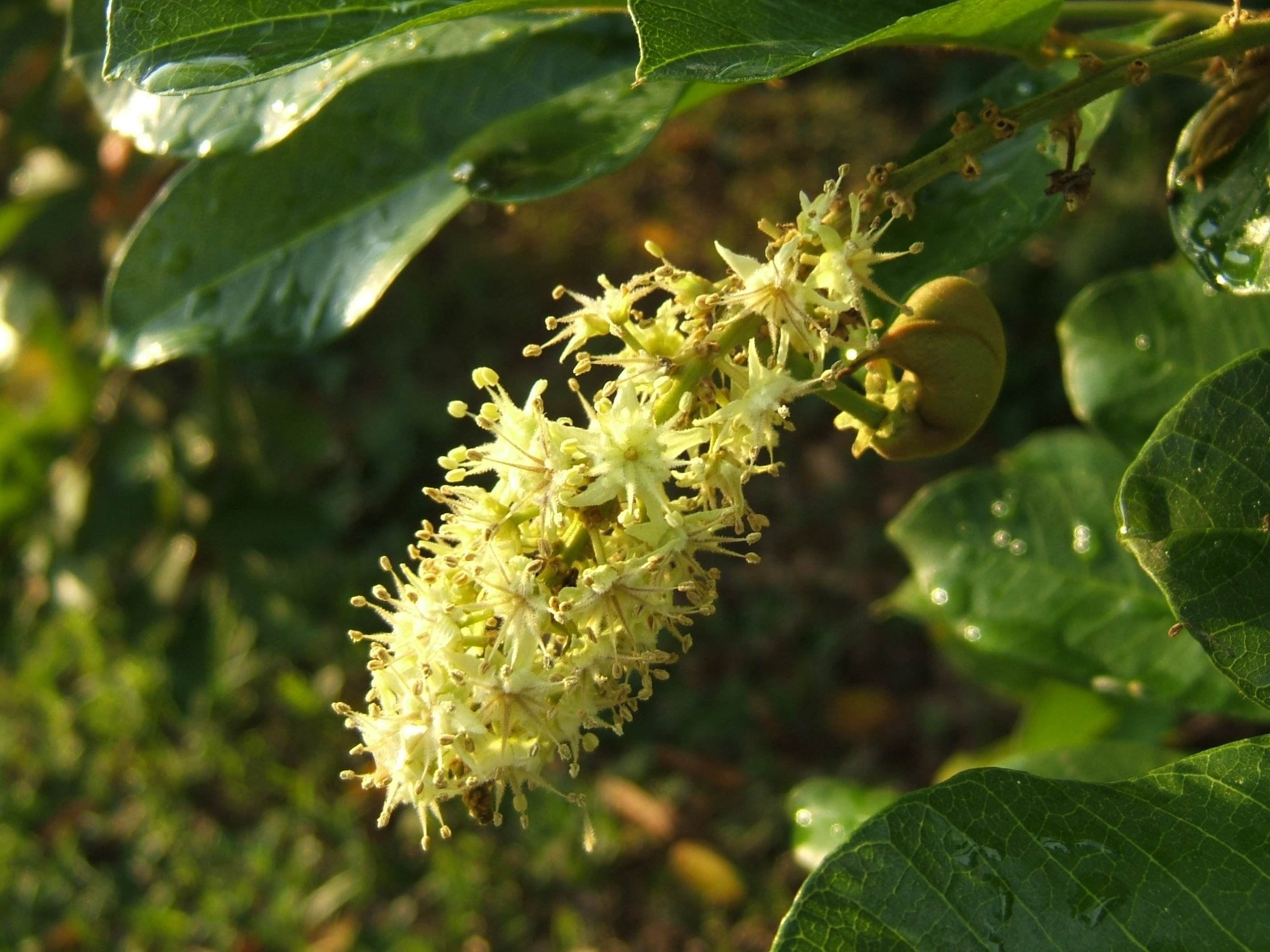
花
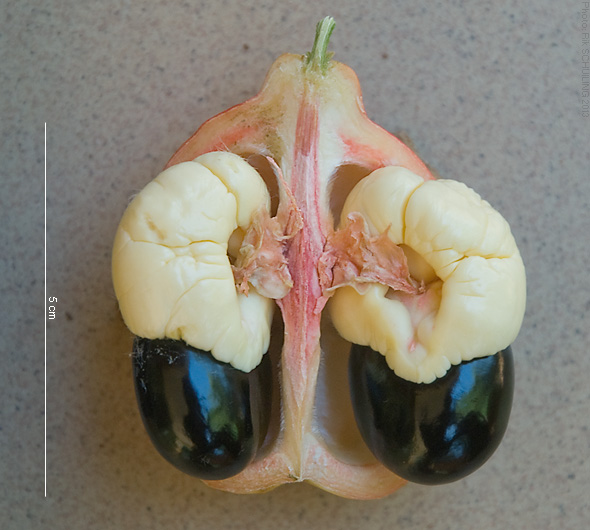
剖開的果實和種子

## 歷史
阿開木的果實在1778年之前被運到了牙買加。後來逐漸被做成了加勒比地區的一道重要菜肴。
這個學名是為了紀念威廉·布萊船長，他在1793年將這種植物從牙買加帶到了英國的皇家植物園邱園。其常用名“ackee”來自非洲阿坎語。

## 種植和使用

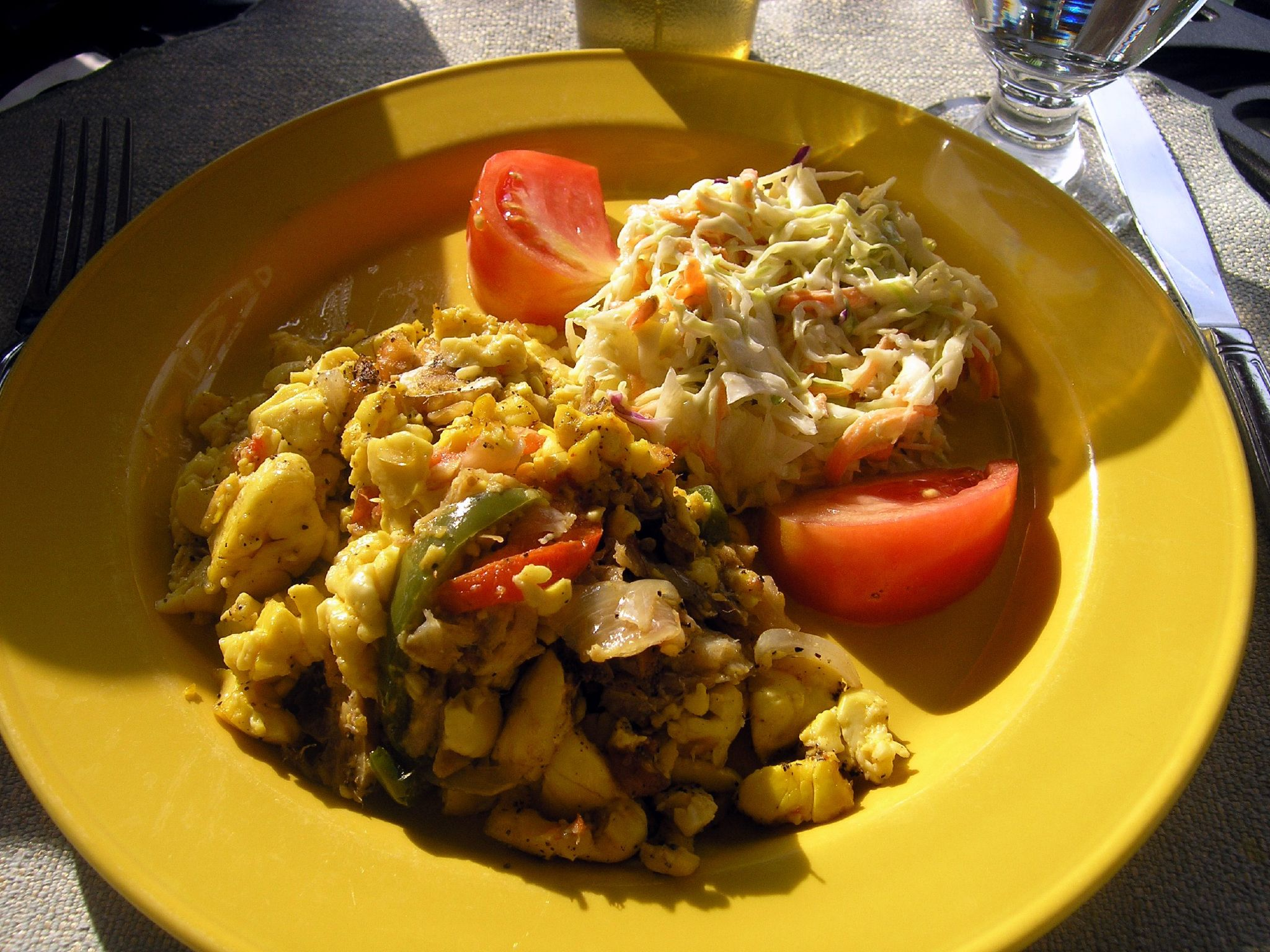
阿開木煮鹹魚，一道牙買加傳統菜肴

儘管原産於非洲，不過最常用到阿開木果作為食物的國家卻是牙買加，它同時也是牙買加國樹，以阿開木做出的阿開木煮鹹魚也被譽為國菜。現在也有阿開木酒出現在牙買加。
阿開木乾燥的種子、果實、樹皮和葉子都有藥用價值。
因為有中毒風險，所以美國食品和藥物管理局一度禁止阿開木進口，不過後來禁令被取消了。

## 毒性機理

次甘氨酸分子式

阿開木果實不能吃的部份和未成熟的果實是有毒的，含有次甘氨酸A和B。次甘氨酸A在種子和子殼中都有發現，次甘氨酸B只存在於種子中。在人體中，該物質會被轉化為甲叉环丙基乙酸（MCPA），後者會抑制包括酰基辅酶A在內的數種酶。次甘氨酸也會使輔酶A、肉鹼和肉碱棕榈酰转移酶的生物利用率不可逆地下降，最終抑制脂肪酸的β-氧化。臨床上這種中毒現象被叫做牙买加呕吐病。

## 外部連結
- The Ackee Fruit (Blighia Sapida) and its Associated Toxic Effects （页面存档备份，存于） - a review from the Science Creative Quarterly
- The West Indian Dictionary （页面存档备份，存于）: Showing the two types of ackee in the Caribbean region.
- Fruits of Warm Climates: Ackee （页面存档备份，存于）
- Blighia sapida (Sapindaceae)